# Rubumba (periodiskt vattendrag i Burundi, Muyinga)
Rubumba är ett periodiskt vattendrag i Burundi.   Det ligger i provinsen Muyinga, i den nordöstra delen av landet, 130 kilometer nordost om huvudstaden Bujumbura.
I omgivningarna runt Rubumba växer huvudsakligen savannskog. Runt Rubumba är det ganska tätbefolkat, med 96 invånare per kvadratkilometer.